# Henrik Petrini
Henrik Petrini, född 15 april 1863 i Falun, död 6 oktober 1957 i Stockholm, var en svensk fysiker, matematiker och författare.

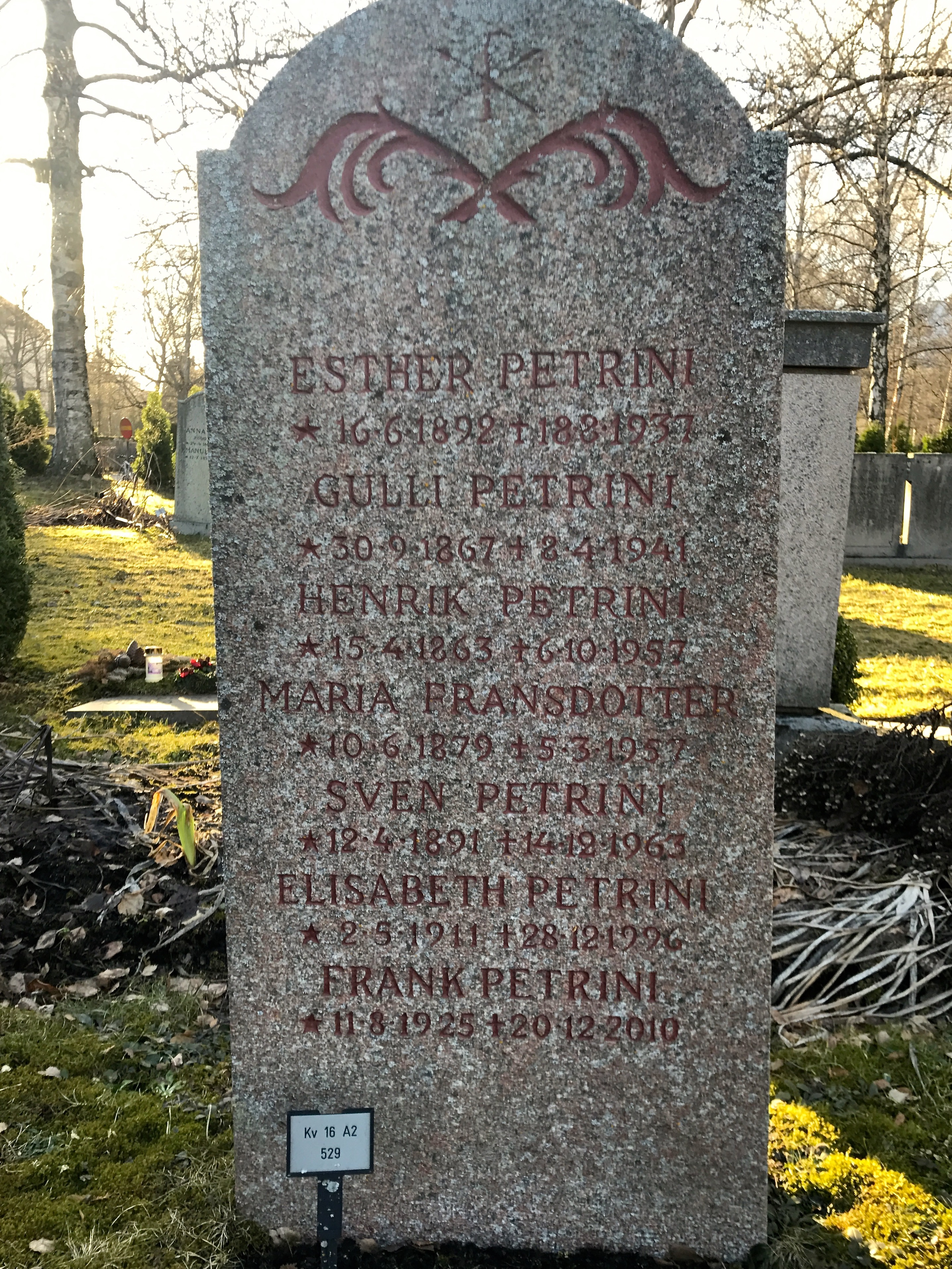
Gravvård Norra begravningsplatsen

Petrini avlade studentexamen i Falun 1880. År 1890 blev han filosofie doktor vid Uppsala universitet, åren 1892 till 1901 var han docent i mekanik vid universitetet, under vilken tid han ofta uppehöll professorns i ämnet examensskyldighet, och blev efter några vikariat lektor i matematik och fysik i Växjö 1901. År 1914 fortsatte han samma uppgifter vid Norra Real i Stockholm.
Petrini skrev, på flera språk,  ett stort antal skrifter och avhandlingar i matematik, mekanik och fysik. Han avhandlade även pedagogiska och  religiösa frågor. Han företog flera resor i vetenskapligt syfte.
Under tiden i Växjö var Petrini på grund av sitt ämbete ledamot av Växjö stifts domkapitel och var ofta av annan åsikt än majoriteten i teologiska och skolfrågor och hävdade sin ståndpunkt med kraft i tal och skrift. Även i folkskolefrågor tog han till orda, till exempel med Den svenska folkskolan (i Ljus' stridsskrifter, 1904).
Henrik Petrini var son till Henrik Edvard Petrini, grosshandlare i Falun, och Anna Catarina Lindström. Han var bror till Edvard Petrini och Märta Petrini och gift med Gulli Charlotta Rossander.